# Луї Майу
Луї Майу (Louis Mailloux, *4 жовтня 1855 — Каракет, 28 січня 1875, народився і загинув у Каракеті) молодий рибалка, що трагічно загинув під час боротьби за французькі і католицькі школи у Новому Брансвіку. Акадійці вшановують його як свого національного героя.

## Біографія
Луї був сином рибалки Філіпа Майу (Philippe Mailloux) і Роз Терйо (Rose Thériault).
Під час так званої шкільної кризи (1871—1875), коли уряд Нового Брансвіку намагався заборонити франкомовні і католицькі школи, у акадійських регіонах пройшли протести. До Каракету, найбільшого містечка на Акадійському півострові, було направлено добровольчі збройні частини («міліцію»), що складалася, переважно, з англомовних громадян.
27 січня 1875 між акадійцями та добровольцями зав'язалася перестрілка, внаслідок якої загинули Луї Майу та молодий ополченець Джон Ґіффорд (John Gifford). Кілька людей було поранено.
Шок і суспільний резонанс від цих смертей примусив протестантських та католицьких депутатів знайти компроміс щодо шкільного питання.

## Посмертна слава
У наші дні, Луї Майу вважається акадійським національним героєм.
У 1929, Джеймс Бренч (James Branch) написав п'єсу «Хай живуть наші католицькі школи! або Опір у Каракеті». Майу — головний персонаж — показан імпульсивним, але щирим. П'єса також показує конфлікт між поколіннями: старші люди закликають до спокою, як наказав сільський кюре, тоді як молодь піднімається на боротьбу.
У 1967, Каліст Дюґе (Calixte Duguay) пише оповідання про Луї Майу. У той-таки період з'являється й пісня про героя. Пізніше Дюґе і Жюль Будро (Jules Boudreau) пишуть п'єсу «Луї Майу», яку вперше поставлено у 1975 році, до століття фатальної перестрілки. П'єсу допетер грають у Каракеті під час літнього сезону.
Вулиця, де загинув Майу називається тепер вулицею Патріотів (rue des Patriotes). Дім, де сталася перестрілка більш не існує, але у 1986 на його місці встановили пам'ятник.
У 1972 на честь Луї Майу названо одну зі шкіл Каракету.